# Robert (film)
Robert is een Britse horrorfilm uit 2015, geschreven en geregisseerd door Andrew Jones. De film is geïnspireerd door een spookachtige pop genaamd Robert.

## Verhaal
Een gezin wordt geteisterd door angstaanjagende en onverklaarbare gebeurtenissen, sinds ze de huishoudster Agatha hebben ontslagen, die kort voor haar vertrek uit wraak nog een pop aan hun zoon Gene heeft gegeven.

## Rolverdeling
| Acteur               | Personage  |
| -------------------- | ---------- |
| Suzie Frances Garton | Jenny Otto |
| Lee Bane             | Paul Otto  |
| Flynn Allen          | Gene Otto  |
| Judith Haley         | Agatha     |
| Megan Lockhurst      | Martha     |
| Cyd Casados          | Debbie     |
| Samuel Hutchison     | Steven     |
| Annie Davies         | Marcie     |
| Ryan Michaels        | Clarence   |

## Release
De film ging in première op 24 augustus 2015 in het Verenigd Koninkrijk en verscheen in Nederland op 23 maart 2017 op dvd.

## Sequels
De film kreeg vier vervolgen: The Curse of Robert the Doll werd uitgebracht op 12 september 2016, Robert and the Toymaker op 21 augustus 2017, The Revenge of Robert the Doll op 6 maart 2018 en Robert Reborn op 24 juni 2019.